# 关于在报刊上点名批判问题的通知
《关于在报刊上点名批判问题的通知》，是文化大革命期间，1967年8月14日中共中央发出的一个通知。

## 概述
《通知》的主要内容有：为了把这场革命的大批判更好地同各地区、各部门的批斗结合起来，批准除原来已在报刊上点名批判的中央和省、市的21名所谓“走资派”外，再公开点名批判34名“走资派”，其中包括：
- “已在中央报刊上点名批判的走资派”：彭真、彭德怀、陆定一、罗瑞卿、杨尚昆、周扬、萧望东[4]
- “已在地方报刊上点名批判的走资派”：陶铸、王任重、李井泉、贾启允、阎红彦、汪锋、欧阳钦、李范五、乌兰夫、王铎、王逸伦、王超、任白戈、王鹤寿[4]
- “在中央报刊上下一步拟予公开点名批判的走资派”：薄一波、吕正操、林枫、安子文、杨秀峰、蒋南翔、吴冷西、张闻天、张劲夫、韩光[4]
- “在地方报刊上下一步拟予公开点名批判的走资派”：西北局刘澜涛、习仲勋、胡锡奎，东北局马明方，上海市陈丕显、曹荻秋、杨西光，天津市万晓塘、张淮三，河北林铁，安徽李葆华，福建叶飞，河南文敏生、赵文甫，广东赵紫阳，江西方志纯，四川廖志高，吉林赵林，宁夏自治区杨静仁、马玉槐，山西陶鲁笳、卫恒、王谦、王大任[4]。

在这以后，中央部门及省、市、区又有许多领导人被报刊公开点名批判。
文化大革命结束后，1980年6月11日，中共中央决定：曾在中央、地方和军队的报刊、文电上对一些干部错误点名批判，应予以平反。6月19日，中共中央发出《关于处理文化大革命中一些干部在报刊和文件上被点名批判问题的通知》，宣布文化大革命中在中央、地方以及军队报刊上被点名批判者一律予以平反。